# Землетрясение в провинции Хэнань (2010)
Землетрясение магнитудой 4,3 произошло 24 октября 2010 года в 08:58:54 (UTC) в китайской провинции Хэнань, в 26,2 км к северо-востоку от города Вачэн. Гипоцентр землетрясения располагался на глубине 10,0 км.
Землетрясение ощущалось в населённых пунктах: Кайфын и Синьчжэн.
В результате землетрясения 12 человек получили ранения, экономический ущерб составил менее 1 млн долларов США.

## Тектонические условия региона
Землетрясение произошло в пределах южной границы Сино-Корейской платформы, где она соседствует с горным хребтом Циньлин и орогенным поясом Циньлин-Дабе, залегающим между северным и южным китайскими кратонами.
Сино-Корейская платформа (Северо-Китайская и Южно-Китайская платформы) относятся к кратонам, в наибольшей степени испытавшим процессы раздробления и тектоно-магматической активизации. С севера по широтной системе разломов Северо-Китайская платформа граничит с палеозойскими складчатыми сооружениями Урало-Монгольского пояса. С запада и юго-запада она ограничена палеозойскими складчатыми сооружениями Наньшаня и Циньлиня. Палеозойские структуры Циньлиня отделяют её от Южно-Китайской платформы. На востоке обе платформы окаймляются структурами Катазиатской системы каледонид Тихоокеанского пояса в пределах Восточно-Китайского моря и провинции Фуцзянь. Южная граница Южно-Китайской платформы менее определённа. Некоторые исследователи проводят её по разлому реки Красная, включая выступ Шонгло в состав платформы, другие — севернее поднятия Шонгло.
Западным продолжением Северо-Китайской платформы служит Таримский массив, отделяющий структуры Урало-Монгольского пояса от восточного продолжения структур Средиземноморского пояса. Раннедокембрийский фундамент Северо-Китайской платформы образует три крупных поднятия — Шаньдун-Корейский щит на востоке, антеклизу Шанси в центре и краевое поднятие Внутренней Монголии на северо-западе. Фундамент на щите имеет трёхчленное строение: мигматизированные и гранитизированные гнейсы, амфиболиты, мраморы гранулитовой и амфиболитовой фаций метаморфизма архея; менее метаморфизованные гнейсы и кристаллические сланцы, джеспилиты, мраморы нижней части нижнего протерозоя (более 2 млрд лет) и наконец, метаморфизованные в зеленосланцевой фации карбонатно-терригенные толщи верхов нижнего протерозоя. Нижнепротерозойский комплекс (более 2 млрд лет) слагает протогеосинклинальную систему Мачхален.
На севере Северо-Китайской платформы через Внутримонгольскую гряду протягивается широтный рифейский авлакоген Яньшань, выполненный дислоцированной толщей синия (рифея) мощностью до 10 км. Здесь развиты складчатые структуры блокового типа. Известны рифейские авлакогены и в более южных частях платформы. Между поднятием Шаньси и Шаньдунь-Корейским щитом расположена глубокая (более 7 км) Северо-Китайская синеклиза. Над рифейскими отложениями в синеклизе и на склонах антеклизы Шаньси развиты карбонатный венд-ордовикский, угленосный каменноугольно-нижнепермский, терригенный красноцветный верхнепермский-триасовый комплексы; характерны также мощные кайнозойские континентальные толщи.
В мезозое Китайские платформы испытали процессы тектоно-магматической активизации с формированием линейных складчато-блоковых структур, внедрением многочисленных гранитных интрузий, Особенно интенсивно эти процессы проявились на Южно-Китайской платформе (меловые яньшаньские движения). По восточному краю платформы сформировался окраинный вулканно-плутонический пояс, прослеживаемый на всем протяжении восточного побережья Азиатского материка. В кайнозое в пределах платформ происходило формирование протяженной рифтовой системы субмеридионального направления. Активно протекали процессы трахибазальтового магматизма